# Trilithon

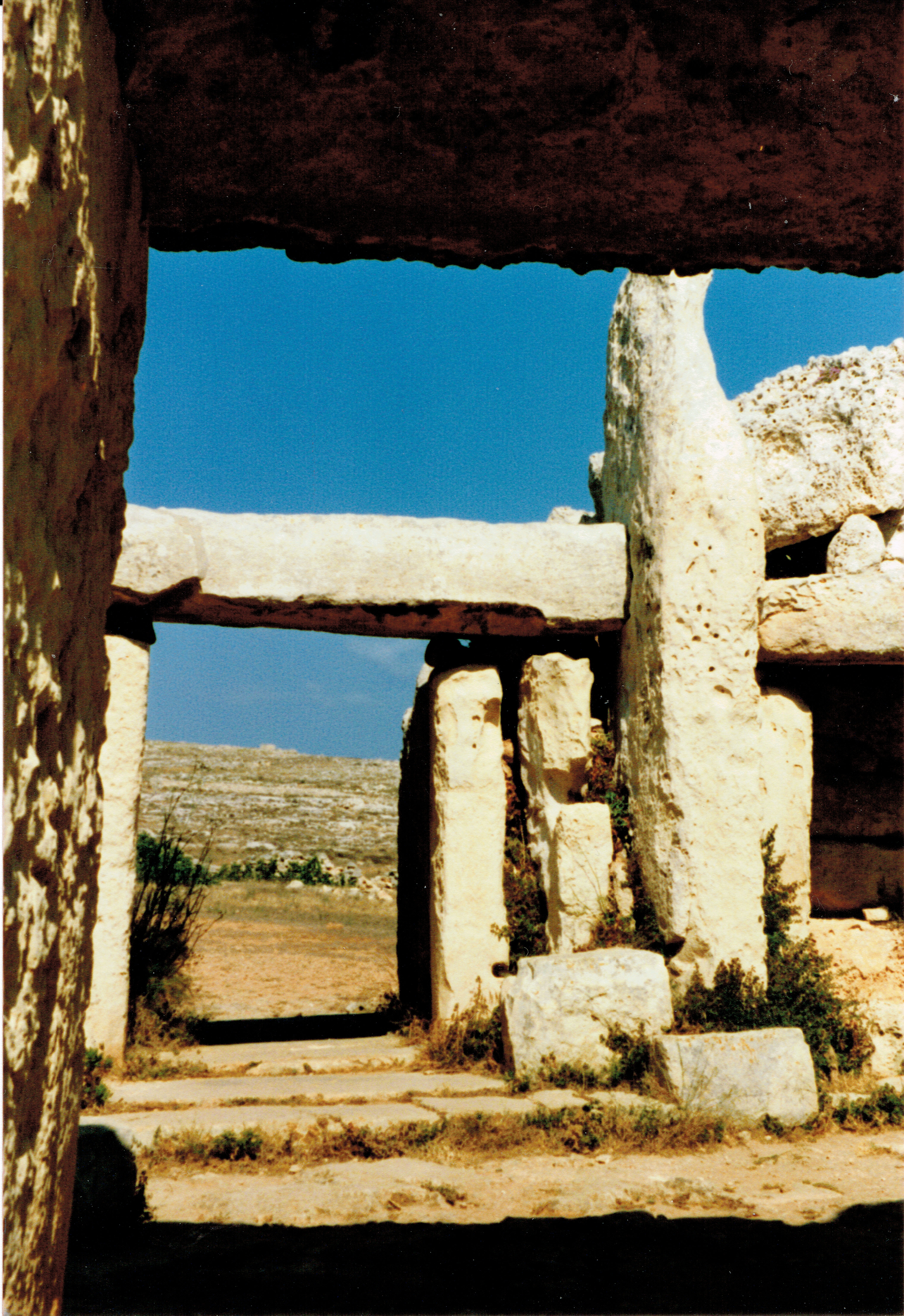
Mnajdra tempel op Malta

Een trilithon of triliet is een structuur bestaande uit twee grote verticale stenen die een derde horizontale steen ondersteunen. De benaming wordt gebruikt in de context van de grote megalithische monumenten. Het woord trilithon komt van het Griekse tri=drie en lithos=steen, en werd voor het eerst gebruikt door William Stukeley.
De bekendste trilieten zijn die op Stonehenge en die gevonden werden in de megalithische tempels van Malta. Beiden zijn vermeld op de Werelderfgoedlijst van UNESCO. Ook de drie massieve stenen van de muur van de Romeinse tempel van Jupiter in Baalbek, Libanon vormen trilithons. Nog een beroemde trilithon is de Haʻamonga ʻa Maui in Tonga, Polynesië.
De term wordt verder ook gebruikt om de hunebedden in België en Nederland mee aan te duiden. 

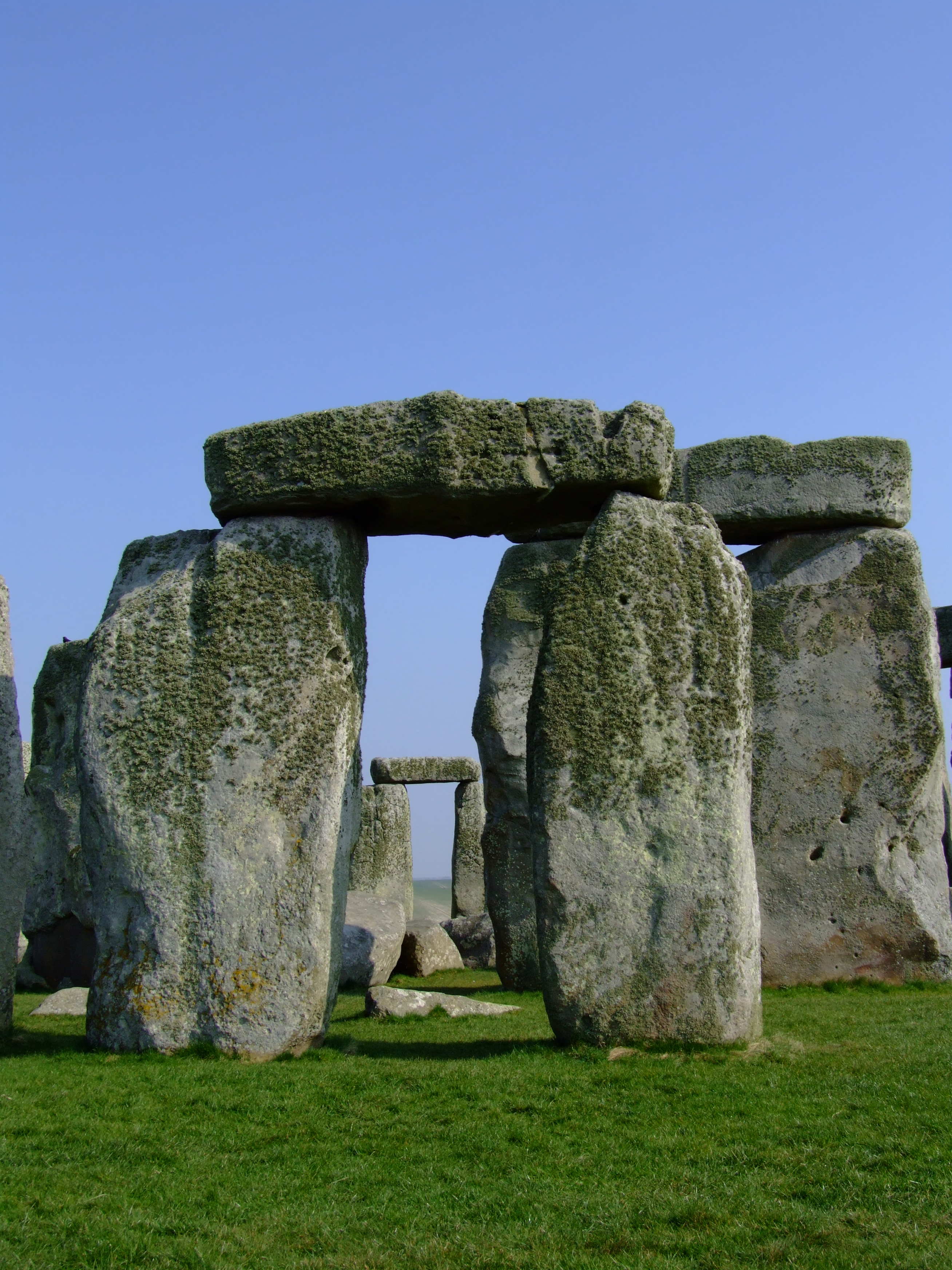
Trilieten (Stonehenge)
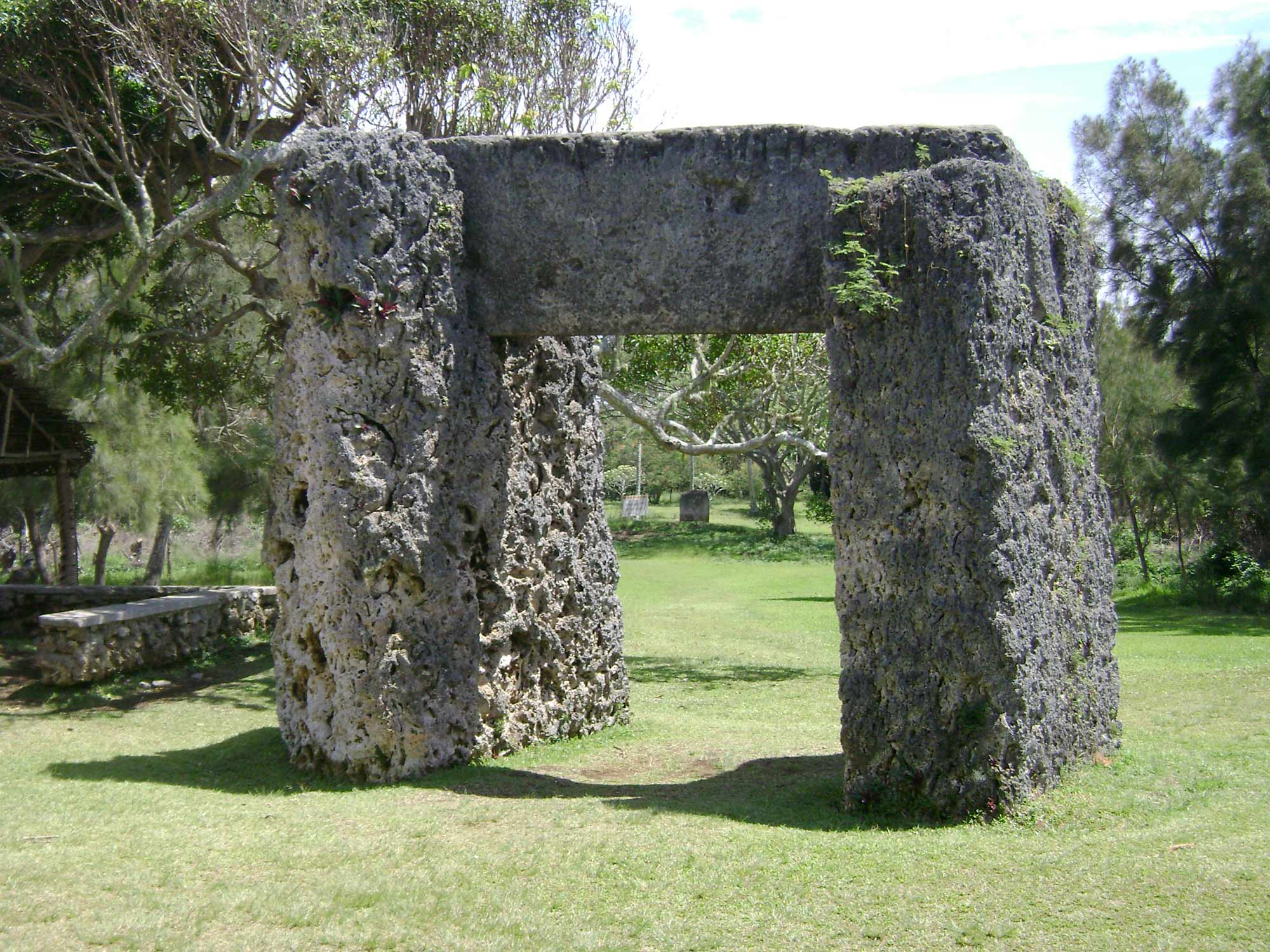
Triliet (Haʻamonga ʻa Maui)
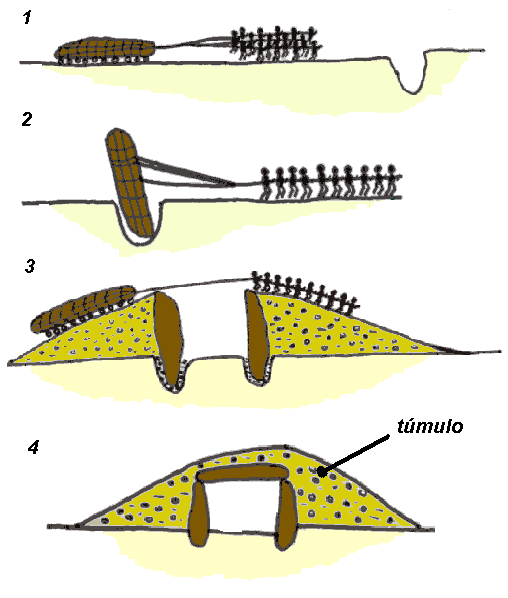
De constructie van een megalithisch bouwwerk
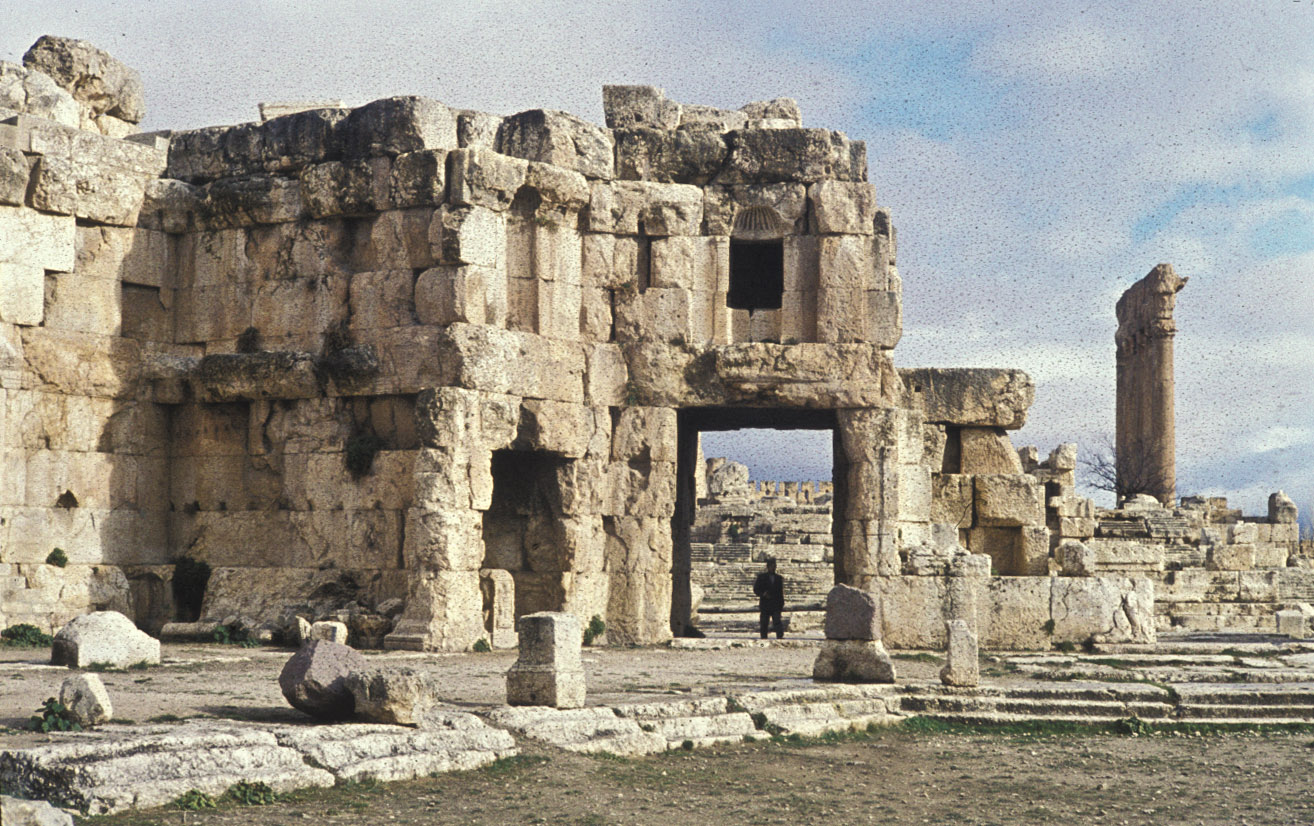
Ruïne in Baalbek
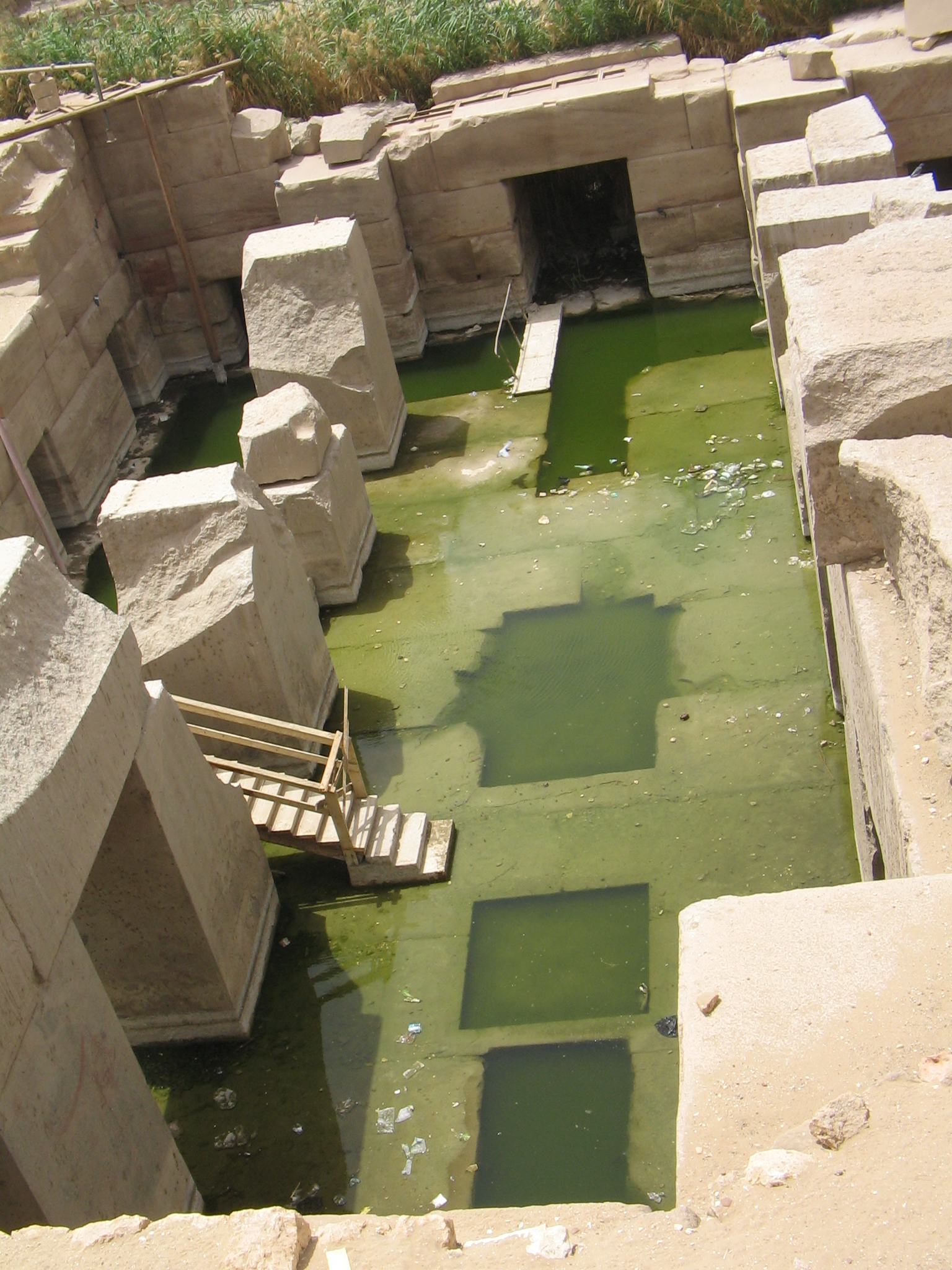
Triliet (Osireion, Tempel van Seti I (Abydos))